# Dieckmann-kondensation
En Dieckmann-kondensation er en intramolekylær kemisk reaktion mellem diestre med en base til at give β-ketoestere. Reaktionen er opkaldt efter den tyske kemiker Walter Dieckmann (1869–1925). Den ækvivalente intermolekylære reaktion er Claisen-kondensation.

## Reaktionsmekanisme
Det sure hydrogen mellem to carbonylgrupper bliver deprotoniseret i fjerde trin. Protoniseringen med en Brønsted-Lowry-syre (H3O+ for eksempel) gendanner β-keto esteren. Deprotoniseringstrinnet er drivkraften i reaktionen.
Grundet den steriske stabilitet af fem- og seksleddede ringstrukturer, bliver disse fortrinsvist dannet. 1,4- og 1,6 diestere danner femleddede cykliske β-keto estere, mens 1,5- og 1,7 diestere vil danne seksleddede β-keto estere.
| Animation zum Reaktionsmechanismus der Dieckmann-Kondensation |
| Animation                                                     |